# Comtat de Saarbrücken
El comtat de Saarbrücken fou una jurisdicció feudal del Sacre Imperi Romanogermànic amb centre a la població d'aquest nom esmentada per primer cop el 960 i 977. El comtat es va organitzar al segle XI a l'entorn del castell i de la ciutat. El 1381 el comtat va passar a la casa de Nassau (línia del Walram) i va ser conegut com a comtat de Nassau-Saarbrücken i va romandre a les seves mans fins a la revolució francesa. El comte Felip III va introduir la reforma (luteranisme). La Guerra dels Trenta Anys va devastar la regió i la capital fou destruïda per Lluís XIV de França el 1637 i al final de la guerra (1648) menys de 100 persones vivien a Sarrebruck. Però després va ser restaurada i va prosperar notablement. El 1793 la ciutat fou ocupada pels francesos; va patir bombardejos dels prussians com exèrcit imperial, al que donava suport el comte Enric. Per la pau de Campo Formio el 1797 i després la pau de Luneville de 1801, la possessió francesa fou confirmada. El 1815 l'antic comtat fou cedit a Prússia i formà un districte de la circumscripció de Trèveris a la província de la Baixa Renània o Renània Inferior.

## Comtat de Saarbrücken

Escut dels comtes de Saarbrücken

El primer comte esmentat es deia Egilolf que apareix en una carta de donació del 962 i era comte del Rizzigau (al Baix Saargau) esmentat com pago Rizzigowi cui Egylolfus comes. En carta datada el 18 de maig del 963 apareix el comte Sigefred (comte de Luxemburg) que podria ser el fill (o gendre) de Egilolf.
El 14 d'abril del 999, poc després de la mort de Sigefred de Luxemburg, l'emperador va concedir el castell de Saarbrücken i les dependències de Völklingen, Quierscheidt i Wehrden al bisbe de Metz però la família de Sigifred va conservar molts interessos a la regió com es demostra pel testament d'Adalberó, prepòsit a Trèveris, fill de Sigefred, de 12 de novembre de 1036, que era senyor de "Ruscheio, de Serico, de Sarburch i de Berincastel". El castell de Saarbrücken ("castellum Sarebrucca in pago Sargowe") fou confirmat com a possessió del bisbat de Metz per l'emperador Enric IV del Sacre Imperi Romanogermànic en carta de 3 d'abril de 1065.
El 1080 apareix un comte de nom Sigebert I, d'ascendència desconeguda, nomenat per l'emperador que el qualifica del "nostre fidel Sigebert" al que fa cessions de territori en el pagus de Saargau. Tenia un germà de nom Guiniter (Winither) que fou abat d'Hornbach el 1072, abat de Lorsch el 1077 i bisbe electe de Worms el 1085 (no consagrat) acabant com a monjo a Hirsau el 1088.
Sigebert I va morir vers el 1105 i va deixar quatre fills dels quals el gran, Sigebert (+ després de 1130) fou abat laic de Rosheim i comte de Hohenburg i tronc dels comtes de Werde (o Werd) i del comtes de Rixingen; Frederic comte de Saargau (+ abans de 1135) casat amb Gisela de Tecklenburg (potser Gisela de Lorena filla de Teodoric II de Lorena?) esmentat a la Gesta Friderici (d'Otó de Freising) com a Friderici comitis de Sarbruch; Adalbert (+ 23 de juny de 1137) esmentat a la mateixa font com a bisbe, que fou canceller imperial (1105) prebost de Santa Maria d'Aquisgrà (1108), prebost de Sant Servaci a Maastricht (1109) i arquebisbe de Magúncia (1111); i Brunó que fou abat de Lorsch i després bisbe d'Espira (1107).
Frederic el comte de Saargau o Saarbrücken va tenir tres fills: Simó I que segueix; Adalbert prebost de Santa Maria d'Erfurt el 1128 i arquebisbe de Magúncia el 1138, mort a Erfurt el 17 de juliol de 1141; i Agnes (+ 4/6 d'abril de 1147) esposa del duc Frederic II de Suàbia.
Simó I (+ vers 1183) és esmentat precisament com a comte de Saarbrücken ("Symon comes de Sarbrukken…") quan actua com a testimoni el 1143 en una donació de l'arquebisbe Enric I de Magúncia a l'abadia de Disibodenberg de la que era abat laic. El Annales Sancti Disibodi informen que l'emperador va fer destruir el castell de Sarrebrück i tres més el 1168. Es va casar amb Metquilda que podria ser la filla de Meinard comte de Sponheim. Va tenir vuit fills:
- Simó II que segueix
- Enric (+ 1228) comte de Zweibrücken casat amb Hedwigis de Lorena filla de Ferry de Lorena senyor de Bitsch o Bitche, els descendents del qual foren comtes de Zweibrücken
- Frederic (mort abans de 1187)
- Godofreu, canonge a Magúncia
- Adalbert (+ vers 1210), prebost a Sant Paulí i arxidiaca a Trèveris 1173-1189
- Jutta o Judit (+ abans de 1223) casada amb Folmar II de Blieskastel
- Sofia (+ vers 1215) casada amb el duc Enric III de Limburg i comte d'Arlon (+ 21 de juny de 1221)
- Agnès (+ abans de 1180) casada amb Gunter III (+ vers 1197) comte de Käfernburg i Schwarzburg, fill de Sizzo II comte de Schwarzburg.

Simó II (+ vers 1207) es va casar abans de 1180 amb Luitgarda de Leiningen filla d'Emic III comte de Leiningen (que després es va tornar a casar el 1220 amb Lotari comte de Wied) i va tenir sis fills: 
- Simó III que segueix
- Frederic (+ 1237), comte de Saarbrücken i comte de Leiningen (1214) per herència materna
- Enric (+ 12 de setembre de 1234) prebost de la catedral de Worms el 1194 i a Wimpfen el 1195; abat de Lorsch el 1200, prebost de Sant Ciríac de Neuhausen el 1212, i bisbe de Worms el 1217
- Esteve (+ 1263/1264) prebost de Sant Ciríac de Neuhausen el 1221 i més tard arxidiaca a Worms
- Gisela (+ vers 1265) casada amb el wildgravi Conrad II de Kyrburg (+1263), fill de Gerard de Kyrburg
- Agnès (+ vers 1261) casada amb Enric I ringravi de Neuenbaumburg (+ 19 d'octubre de 1261)

Simó III (+ vers 1235/1240) es va casar amb Laureta filla del duc Ferry II de Lorena. Va tenir cinc fills, un mascle, Dieteric, que va morir abans que el seu pare vers el 1225) i quatre filles: Loreta l'hereva; Matilde (+ 30 d'agost de 1276) casada amb Simo II senyor de Commercy i Broyes i en segones noces amb Amadeu senyor de Montfaucon; Joana (+ vers 1286) casada amb Simó V senyor de Clermont en Bassigny; i Elisabet (+ vers 1271) casada amb Hug III comte de Luneville.
Loreta (+ vers 1271) és esmentada en carta del 8 d'octubre de 1271 on s'especifica que Saarbrücken era feu del bisbe de Metz i que Jaume, bisbe de Metz, fill de Ferry II, va entregar el feu a la seva pròpia neboda (la filla i hereva de Simó III i de Laureta, germana de Jaume). Fou comtessa titular; es va casar abans de 1235 amb Jofre II senyor d'Aspremont i de Dun (fill de Gobert d'Aspremont) i van reconèixer la sobirania feudal del bisbe de Metz en carta de l'11 de febrer del 1243; Jofre II va morir a la Croada a Mansura (Egipte) el gener del 1250 i Loreta es va casar en segones noces amb Dietrich Luf de Clèveris, senyor de Dinslaken i de Wesel (fill de Dietric o Dieteric IV comte de Clèveris) que fou reconegut comte el 1252.
Dietrich Luf (+ 25 de maig de 1277) va deixar una filla, Ricardis (morta vers 1326) casada amb Gerlach II senyor de Dollendorf, i de Kronenburg (+ vers 1325) que no va ser reconeguda a la mort de la seva mare el 1271. La successió va recaure llavors en Matilde, germana de Loreta, que va morir el 30 d'agost de 1276 que havia estat casada amb casada amb Simo II senyor de Commercy i Broyes (+ vers 1248) i ara estava casada en segones noces amb Amadeu senyor de Montfaucon i senyor de Commercy el 1256 (+ 15 de gener de 1280) que des de la mort de la seva cunyada el 1271 es va titular comte de Saarbrücken. El seu fill Simó (IV) fou proclamat comte i va morir el 1309 deixant un fill, Joan I, que va governar fins al gener del 1341. Tenia dos fills, Simó i Joan, però el primer va premorir el 1326 deixant un fill, Joan II, i dues filles. A la mort de Joan I es va produir la partició del territori entre Saarbrücken i Commercy: el net Joan II (+1344) va governar efímerament Saarbrücken i la meitat de Commercy, i el fill segon de Joan I, Joan III (+ vers 1381) va rebre l'altra meitat de Commercy.
A la mort de Joan III el va succeir el seu fill Simó V, mort el 1366. La casa de Commercy a Saarbrücken es va extingir amb la mort del successor, el seu germà Joan IV, vers el 1381. El 1353 la seva filla i hereva Joana s'havia casat amb el comte Joan I de Nassau-Weilburg, de la casa de Nassau, i van tenir un fill un fill, Felip.

## Comtat de Nassau-Saarbrücken

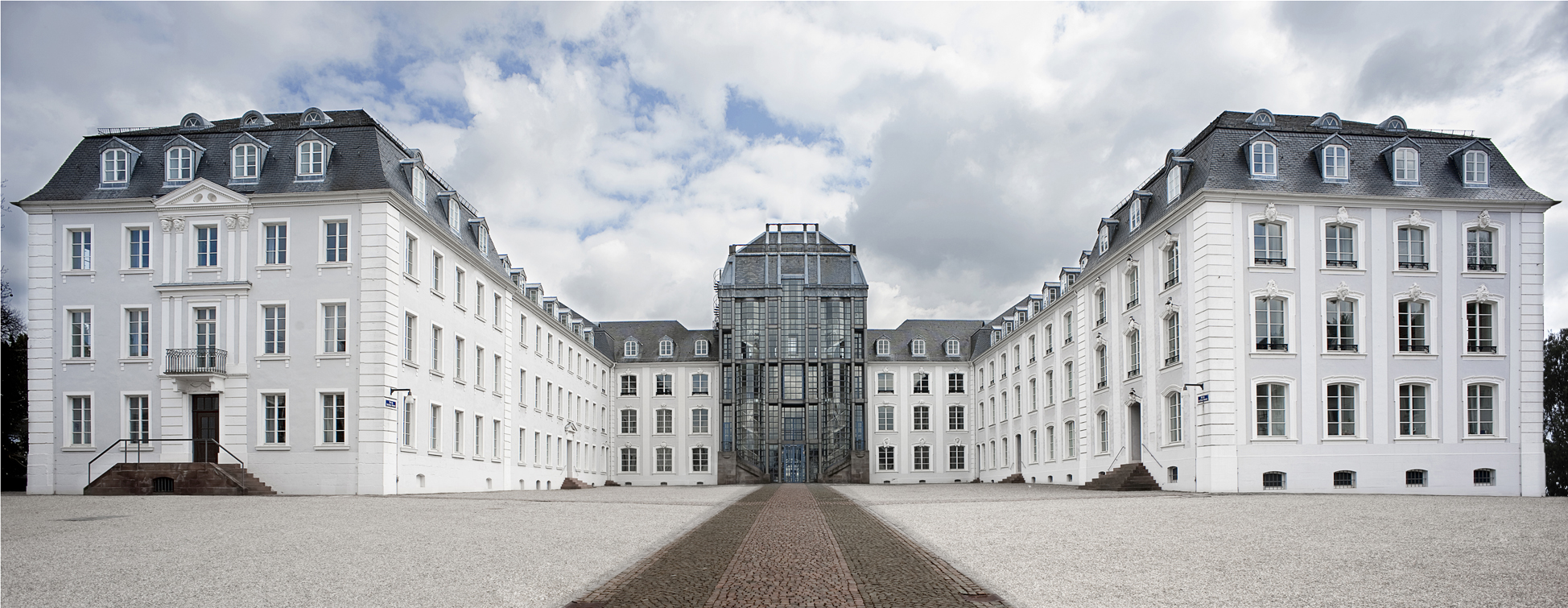
Castell de Saarbrücken

Felip I va governar conjuntament Nassau-Saarbrücken i Nassau-Weilburg i al 1393 va heretar a través de la seva esposa Joana d'Hohenlohe els senyorius de Kirchheimbolanden i Stauf. També va rebre la meitat de Nassau-Ottweiler el 1393 i altres territoris més tard durant el seu regnat. Després de la seva mort el 1429 els territoris al voltant de Saarbrücken i al llarg del riu Lahn es van mantenir unificats fins al 1442, on van ser de nou dividits entre els seus fills en les línies de Nassau-Saarbrücken (a l'oest del Rin) i Nassau-Weilburg (a l'est del Rin).
El 1507 el Comte Joan Lluís I va estendre significativament el seu territori mitjançant el matrimoni amb Catarina, la filla de l'últim Comte de Moers-Saarwerden i el 1527 va heretar el Comtat de Sarrewerden, incloent el Senyoriu de Lahr. Encara que després de la seva mort en 1544 el país va ser partit en tres part, les tres línies (Ottweiler, Saarbrücken pròpiament i Kirchheim) van quedar totes extintes en 1572 i tot el Nassau-Saarbrücken va ser unificat als Nassau-Weilburg fins a l'any 1629. Aquesta nova divisió però no va ser executada fins a la fi de la Guerra dels Trenta Anys i el 1651 van ser fundats tres comtats: Nassau-Idstein, Nassau-Weilburg i Nassau-Saarbrücken.
Només vuit anys més tard, Nassau-Saarbrücken va ser de nou partit a:
- Nassau-Saarbrücken pròpiament, va passar a mans de Nassau-Ottweiler el 1723
- Nassau-Ottweiler, va passar a mans de Nassau-Usingen en 1728
- Nassau-Usingen

El 1728 Nassau-Saarbrücken va ser unificat amb Nassau-Usingen que havia heretat Nassau-Ottweiler i Nassau-Idstein. El 1735 Nassau-Usingen va ser de nou dividit en Nassau-Usingen i Nassau-Saarbrücken. En 1797 Nassau-Usingen finalment va heretar Nassau-Saarbrücken; aquest va ser (re-) unificat amb Nassau-Weilburg i elevat a Ducat de Nassau en 1806. No obstant això, els territoris de Nassau-Saarbrücken van ser ocupats per França el 1793 sent annexionats com a departament del Sarre en 1797. Finalment el Comtat de Nassau-Saarbrücken va ser incorporat a Prússia en 1814.

## Llista de comtes
- Egilolf vers 962
- Sigefred (comte de Luxemburg) 963-998
- Feu imperial 998-999
- Al bisbat de Metz 999-1077
- Feu imperial 1077
- Sigebert I 1077-1105
- Frederic 1105-1135
- Simó I 1135-1182
- Simó II 1182-1207
- Simó III 1207-1245
- Lauretta 1235/1240-1271
  - Jofre II senyor d'Aspremont i de Dun 1235/1240-1250
  - Dietrich Luf de Clèveris, senyor de Dinslaken i de Wesel 1252-1271
- Matilde 1271-1274

### Broyes-Commercy
- Simó IV 1276-1308 (casat amb Matilde)
- Joan I 1308-1342
- Joan II 1342-1381
- Joanna 1381-1381

### Nassau-Saarbrücken
- Felip I 1381-1429 (fill de Joan I de Nassau-Weilburg i de Joanna)
- Joan III 1429/1442-1472 (fill de l'anterior)
- Joan Lluís 1472-1545 (fill de l'anterior)
- Felip II 1545-1554 (fill de l'anterior)
- Joan IV 1554-1574 (germà de l'anterior)
- Felip III 1574-1602 (fill de Felip III de Nassau-Weilburg)
- Lluís II 1602-1627 (nebot de l'anterior)
- Guillem Lluís 1627-1640 (fill de l'anterior)
- Kraft 1640-1642 (fill de l'anterior)
- Gustau Adolf 1659-1677 (fill de Guillem Lluís)
- Lluís Kraft 1677-1713 (fill de l'anterior)
- Carles Lluís 1713-1723 (fill de Gustav Adolf)
- Frederic Lluís 1723-1728 (de la línea Nassau-Ottweiler)
- Guillem Enric 1741-1768 (fill de Guillem Enric de Nassau-Usingen) (1r príncep)
- Lluís 1768-1794 (fill de l'anterior)
- Enric Lluís 1794-1797 (fill de l'anterior) (príncep hereu, mai va governar)